# Глинский, Венчислав
Веньчислав Глиньский (пол. Wieńczysław Gliński, 10 мая 1921, Астрахань, РСФСР — 8 июля 2008, Варшава, Польша) — польский актёр театра, кино, радио и кабаре.

## Биография
Родился 10 мая 1921 года в Астрахани. Был сыном актёра и дебютировал на сцене в 1933 году, когда ему было 12 лет. После окончания войны работал в театрах в Лодзи и Варшаве. C 1945 года связанный с радио, выступал в многочисленных радиопостановках радио театра. Умер 8 июля 2008 года в Варшаве, похоронен на кладбище «Воинское Повонзки».

## Избранная фильмография
- 1955 — Дело пилота Мареша / Sprawa pilota Maresza — капитан Пётр Мареш
- 1956 — Канал / Kanał — поручик Задра
- 1957 — Встречи / Spotkania — Вацлав Киселецкий, писатель
- 1957 — Шляпа пана Анатоля / Kapelusz pana Anatola — Ежи, начальник Манюшки
- 1958 — Позвоните моей жене / Co řekne žena? (Чехословакия / Польша) — Збигнев Стемповский, муж Ирены
- 1959 — Орёл / Orzeł — Грабинский
- 1961 — Приговор / Wyrok — Хенрик Опара, журналист
- 1962 — Завтра премьера / Jutro premiera — Рышард Курылло, режиссёр драмы
- 1963 — Как быть любимой / Jak być kochaną — американский бактериолог в самолёте
- 1963 — Разводов не будет / Rozwodów nie będzie — свидетель на венчании
- 1963 — Особняк на Зелёной / Ostatni kurs — поручик Шиманский
- 1964 — Эхо / Echo — Хенрик Глуховский
- 1965 — Лекарство от любви / Lekarstwo na miłość — Януш
- 1966 — Марыся и Наполеон / Marysia i Napoleon — Павел Лончиньский, брат Валевской
- 1966 — Самозванец с гитарой / Mocne uderzenie — Лелевич, телережиссёр
- 1966 — Ад и небо / Piekło i niebo — голос судьи на суде[1]
- 1967 — Где третий король? / Gdzie jest trzeci król? — профессор Гавронский
- 1967 — Щелкунчик / Dziadek do orzechów — Дроссельмайер / Хоффманy
- 1968 — Ставка больше, чем жизнь (телесериал) — генерал Харрис (только в серии 18)
- 1971 — Счастливого пути, любимая! / Szerokiej drogi, kochanie — Яронь, врач
- 1972 — Освобождение — Кузнец
- 1976 — Беспредельные луга / Bezkresne łąki — Хенрик
- 1978 — Роман Терезы Хеннерт / Romans Teresy Hennert — поручик Юлиан Гондзилл
- 1979 — Отец королевы / Ojciec królowej — посол Франции
- 1980 — Королева Бона / Królowa Bona — Анджей Зебжидовский, епископ (в серии 10 и 11)
- 1984 — Достоинство / Godność — директор «Металпола»
- 1984 — Ультиматум / Ultimatum — посол
- 1984 — Кто этот человек? / Kim jest ten człowiek? — полковник Куземский
- 1986 — Время надежды / Czas nadziei — директор «Металпола»

## Признание
- 1959 — Серебряный приз — I Московский международный кинофестиваль (за роль в фильме Орёл).
- 1964 — Приз за лучшую мужскую роль — Кинофестиваль в Карловых Варах (за роль в фильме Эхо).
- 1965 — Орден «Знамя Труда».
- 1976 — Заслуженный деятель культуры Польши.
- 1987 — Награда Министра культуры и искусства ПНР.
- 1987 — Командор Ордена Возрождения Польши.
- 2004 — «Wielki Splendor» — приз «Польского радио» лучшему актеру радиопостановок.